# Lindsay i Sidney Greenbush
Lindsay i Sidney Greenbush (Los Angeles, Califòrnia, 25 de maig de 1970) són dues actrius estatunidenques, bessones idèntiques, que van aconseguir una enorme popularitat en la dècada del 1970 per interpretar indistintament el paper de "Carrie Ingalls" a la famosa sèrie de televisió Little House on the Prairie, des la seva estrena l'11 de setembre de 1974 fins a la seva cancel·lació el 10 de maig de 1982.

## Biografia
Les nenes foren seleccionades, amb tan sols quatre anys per donar vida a la filla petita de la cèlebre família Ingalls. Durant vuit anys (1974-1982), Lindsay i Sidney van aparèixer setmanalment a la sèrie sota el crèdit de Lindsay Sidney Greenbush a la pantalla petita dels Estats Units i de les desenes de països en què es va emetre, sempre amb gran èxit, aquesta producció.
Després del final de la sèrie, la seva carrera artística no va aconseguir enlairar-se. Sidney va intervenir en una pel·lícula anomenada Hambone and Hillie. Per la seva banda, Lindsay va fer una aparició en un episodi de la sèrie Matt Houston.
L'una i l'altra van abandonar la interpretació sent adolescents. Lindsay ha dedicat la seva vida a l'esport i practica boxa. Per la seva banda, Sidney es dedica a la cria de cavalls i al disseny de joies.